# Močerady
Močerady é uma comuna checa localizada na região de Plzeň, distrito de Domažlice.